# Petit-Sinay
 Petit-Sinay, en néerlandais Klein-Sinaai, est un village belge de la province de Flandre Orientale. Petit-Sinay, est située dans l'ouest de la commune de Stekene en  Belgique, à la frontière avec Moerbeke et Sinay. Au sud-ouest du village, le canal de Moer forme un coude de 90 degrés.

## Histoire
En 1197, le moine bénédictin Baudouin de Boucle de l'abbaye Saint-Pierre de Gand vint ici en Ermite dans un environnement inexploité. Sa communauté de foi s'est développée en quelques années et a été élevée au rang d'abbaye en 1204. L'Abbaye de Boudeloo était en 1215, une abbaye cistercienne. Les parcelles environnantes furent mises en culture.
À quelques kilomètres au sud-ouest court le Zuidlede un affluent de la Durme, mais comme celui-ci étant trop tordu pour les navires qui transportait la tourbe, le canal de Moer ,  fut construit au Moyen Âge un peu en parallèle. À hauteur de Petit-sinay, celui-ci tourne vers le sud. En 1315, le canal de Moer fut relié au canal de Stekene à l'est, dans la direction de Hulst.
L'abbaye grandit jusqu'en 1381, mais en 1382 elle fut pillée par les Gantois. Elle est reconstruite, mais en 1452 elle est de nouveau pillée. Après une nouvelle reconstruction, elle fut occupée  en 1578 par les calvinistes de Gand. Les moines disparurent et le monastère fut vendu, démantelé et utilisé pour fournir gratuitement aux habitants des matériaux de construction. Dans les décombres a été construite la ferme de Boudeloo. En 1584, après leur retour de l'exil à partir de Cologne, les moines logés dans des maisons de réfugiés à Gand sur un pseudo-île formée par la Lys, la Baudeloovest et l'Ottogracht. Alors une nouvelle abbaye y fut construite.
Au XVIIe siècle, les moines ont installé une chapelle à Petit Sinay. La Carte de Ferraris des années 1770, montre le site de l'ancienne abbaye et une chapelle au nord. Plus au nord, se trouve le hameau Kleyn Sinay juste à l'ouest du hameau de Caudenborm. À Petit-Sinay passe la route reliant Bruges à Anvers.
Lors de la création des communes Petit-Sinay fit partie de la commune de Sinay. Il  formait une languette au nord dela commune, coincée entre les communes Moerbeke et de Stekene. La chapelle a été vendu après la Révolution française et démoli en 1822. En 1853, une nouvelle église a été construite dans le centre du hameau de Petit-Sinay. Vers 1873, Petit-Sinay, est traversée par la ligne de chemin de fer de Moerbeke à Saint-Gilles-Waes et le village a reçu sa propre gare.
La gare de Petit-Sinay, fut fermée au milieu du XXe siècle, et vers 1970, c'est la ligne chemin de fer qui s'arrête. Avec les fusions des communess en 1977, Sinay devient une section de la ville de Saint-Nicolas tandis que Petit-Sinay est détachée de Sinay devient une section de la commune de Stekene.

## Visites
- l'église Notre-Dame de l'Immaculée Conception
- le presbytère
- le Château Ter Eiken
- le ferme de Boudeloo
- la porte d'entrée, près de l'ancienne abbaye de Boudeloo.
- le reste de la grange à dîme situé le long de l'Autoroute dans la direction de Moerbeke.
- l'ancien bâtiment de la gare, utilisé par les scouts.
- la cave pour les cyclistes sur le côté gauche de l'église.

## Trafic et transport
Par Petit-Sinay passe l'ancienne route de Bruges à Anvers. Au nord passe la nouvelle autoroute A11/E34.
Dans les dernières décennies du XIXe siècle et la première moitié du XXe siècle a couru à travers le village la ligne de chemin de fer 77 de Zelzate à Saint-Gilles-Waes, avec la gare de Petit-Sinay.